# 西竹田村
西竹田村（にしたけだそん）は、鳥取県東伯郡にあった村。現在の東伯郡三朝町の一部にあたる。

## 地理
天神川の上流域に位置していた。
- 河川：福本川[3]、大谷川[3]

## 歴史
- 1889年（明治22年）10月1日、町村制の施行により、河村郡下西谷村、上西谷村、福本村、福山村が合併して村制施行し、西竹田村が発足[1][2]。旧村名を継承した下西谷、上西谷、福本、福山の4大字を編成[2]。河村郡東竹田村、源村と組合村を結成し、組合村役場を東竹田村大字穴鴨に設置[4]。
- 1896年（明治29年）4月1日、郡の統合により東伯郡に所属[2]。
- 1911年（明治44年）1月1日、東伯郡東竹田村、源村と合併し、竹田村を新設して廃止[1][2]。合併後、竹田村大字下西谷・上西谷・福本・福山となる[2]。

### 地名の由来
天神川の下流地域がかつての郷名竹田庄にちなみ竹田村とし、その上流側に位置していたため。

## 産業
- 農業[5]、林業[5]
- 産物：米[5]、木炭[2]、薪[5]